# Walckenaeria claviloba
Walckenaeria claviloba är en spindelart som beskrevs av Jörg Wunderlich 1995. Walckenaeria claviloba ingår i släktet Walckenaeria och familjen täckvävarspindlar. Inga underarter finns listade i Catalogue of Life.